# Conservatorio Giovanni Battista Martini
Koordinaten: 44° 29′ 42,5″ N, 11° 20′ 57,1″ O

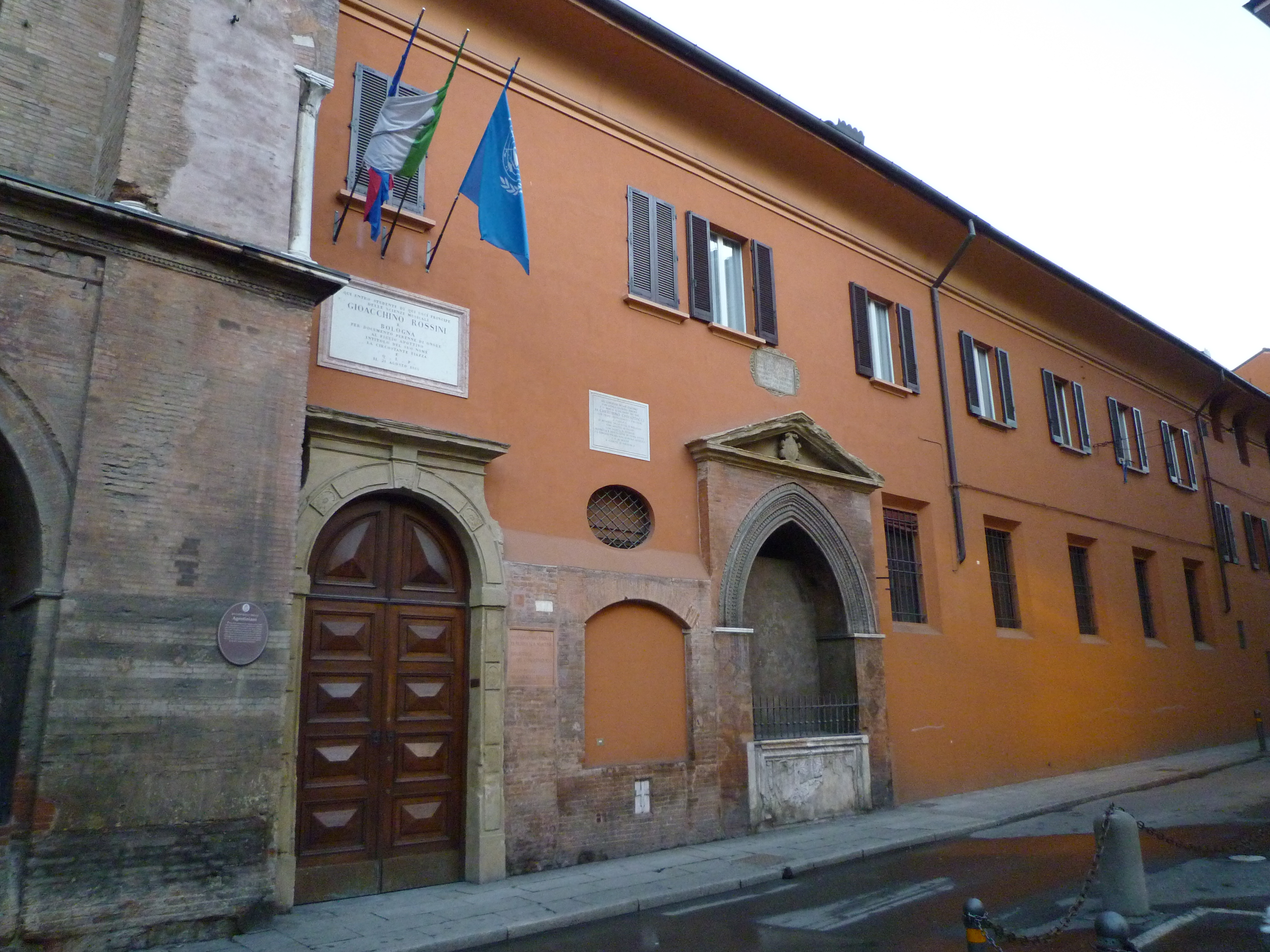
Fassade des Konservatoriums

Das Conservatorio Giovanni Battista Martini (bis 1945 Liceo musicale) ist ein 1804 in Bologna gegründetes Konservatorium für Musik.
Es erhielt seinen Namen zum Gedenken an Giovanni Battista Martini und ist eine Hochschule für Musik.

## Geschichte
1802 genehmigte die Stadtverwaltung von Bologna das Projekt für ein städtisches Musikgymnasium im Kloster San Giacomo, das am 3. Dezember 1804 als Liceo filarmonico eingeweiht wurde.
1839 wurde Gioachino Rossini, der zu dieser Zeit in die Stadt zurückgekehrt war, zum „ehrenamtlichen ständigen Berater“ ernannt. Rossini bekleidete das Amt zehn Jahre lang und berief Stefano Golinelli als Klavierlehrer und Gaetano Donizetti als Direktor des Gymnasiums, der jedoch das Amt nicht annehmen konnte. Daraufhin wurde das Liceo filarmonico den Dirigenten Luigi Mancinelli (1881–1886), Giuseppe Martucci (1886–1902) und Marco Enrico Bossi (1902–1911) anvertraut. Im 20. Jahrhundert wechselten sich weitere berühmte Dirigenten ab: Ferruccio Busoni, Gino Marinuzzi, Franco Alfano, Cesare Nordio.
1945 wurde das Institut in ein Staatliches Konservatorium umgewandelt, benannt nach Giambattista Martini, und seine Kapazität wurde auf mehr als dreißig Unterrichtsräume erweitert.

## Direktoren
Von 1945 bis heute hatte das Konservatorium folgende Direktoren: Guido Spagnoli, der die Ehre und die Bürde der Wiedereröffnung des Instituts am 6. Juni 1945 hatte, Guido Guerrini, Lino Liviabella, Adone Zecchi, Giordano Noferini, Lidia Proietti, Carmine Carrisi, Donatella Pieri, Vincenzo De Felice, Aurelio Zarrelli.